# Pseudoeurycea exspectata
Espèce
Statut de conservation UICN

 EX  : Éteint
Pseudoeurycea exspectata est une espèce d'urodèles de la famille des Plethodontidae.

## Répartition
Cette espèce est endémique du Guatemala. Elle se rencontre vers 2 530 m d'altitude sur le Cerro Miramundo dans le département de Jalapa.

## Publication originale
- L. C. Stuart, « Descriptions of some new amphibians and reptiles from Guatemala », Proceedings of the Biological Society of Washington, vol. 67, 1954, p. 159–178